# Mutatá
Mutatá – miasto w Kolumbii, w departamencie Antioquia.